# Golem (jeu vidéo, 2018)
Pour les articles homonymes, voir Golem (homonymie).
Ne doit pas être confondu avec Golem (jeu vidéo, 2019).
Golem est une aventure solo développée par Longbow Games sur une jeune fille et un golem qui change de forme et qui ensemble doivent parcourir les ruines d'une ancienne tour pour résoudre ses énigmes toujours plus difficiles et enfin réactiver ses machines dormantes depuis longtemps. Golem a été publié le 29 mai 2018.

## Gameplay
Dans Golem, le joueur est chargé d'explorer 10 niveaux qui se déroulent dans une ancienne tour mystérieuse. En utilisant plusieurs capacités données par cinq formes du golem, la fille et le golem peuvent résoudre diverses énigmes qui s'y trouvent.

## Accueil
Golem a rencontré un accueil positif avec un score  métacritique de 75% basé sur 6 avis. Adventure Gamers a donné une note de 4,5 / 5 étoiles et a déclaré: "Golem est un petit puzzle-plateforme amusant avec une présentation de premier ordre à la fois dans la direction sonore et artistique." . Cependant, lorsque le jeu est sorti, il y avait quelques problèmes avec les commandes du jeu.